# Любегощ
Любегощ (рос. Любегощь) — присілок в Дятьковському районі Брянської області Російської Федерації.
Населення становить 11 осіб. Входить до складу муніципального утворення Ивотське міське поселення.

## Історія
Від 2005 року входить до складу муніципального утворення Ивотське міське поселення.

## Населення
| 2010 | 2013 |
| ---- | ---- |
| 19   | ↘11  |